# Rally Barcelona-Andorra
El Rally Barcelona-Andorra fue una prueba de rally que se disputó anualmente entre Barcelona y Andorra y organizado conjuntamente entre el Automóvil Club de Andorra y el RACC. Fue puntuable en casi todas sus ediciones para el Campeonato de España de Rally. Se disputó casi siempre en el mes de noviembre y el recorrido solía empezar en la ciudad condal y terminar en el país vecino, pero en las últimas ediciones esto se invirtió. En esta prueba participaron pilotos habituales del panorama nacional como Bernard Tramont (con dos victorias), Jorge de Bagration, Manuel Juncosa, José Mª Juncadella, José Mª Palomo, Lucas Sainz, Alberto Ruiz-Giménez, Jorge Bäbler, Eladio Doncel, Antonio Zanini, entre otros.
En 1972 la prueba vivió su último año y a partir de ahí los organizadores quisieron que el Rally Vendrell-Andorra sucediera al Barcelona-Andorra. Sin embargo esta tampoco duró mucho. En 1972 coincidieron en el calendario del nacional pero desaparecería dos años más tarde eclipsado en parte por otras pruebas de mayor prestigio organizadas en Cataluña como el Rally 2000 Virajes, el Critérium Montseny-Guilleries o el Rally Cataluña.

## Historia

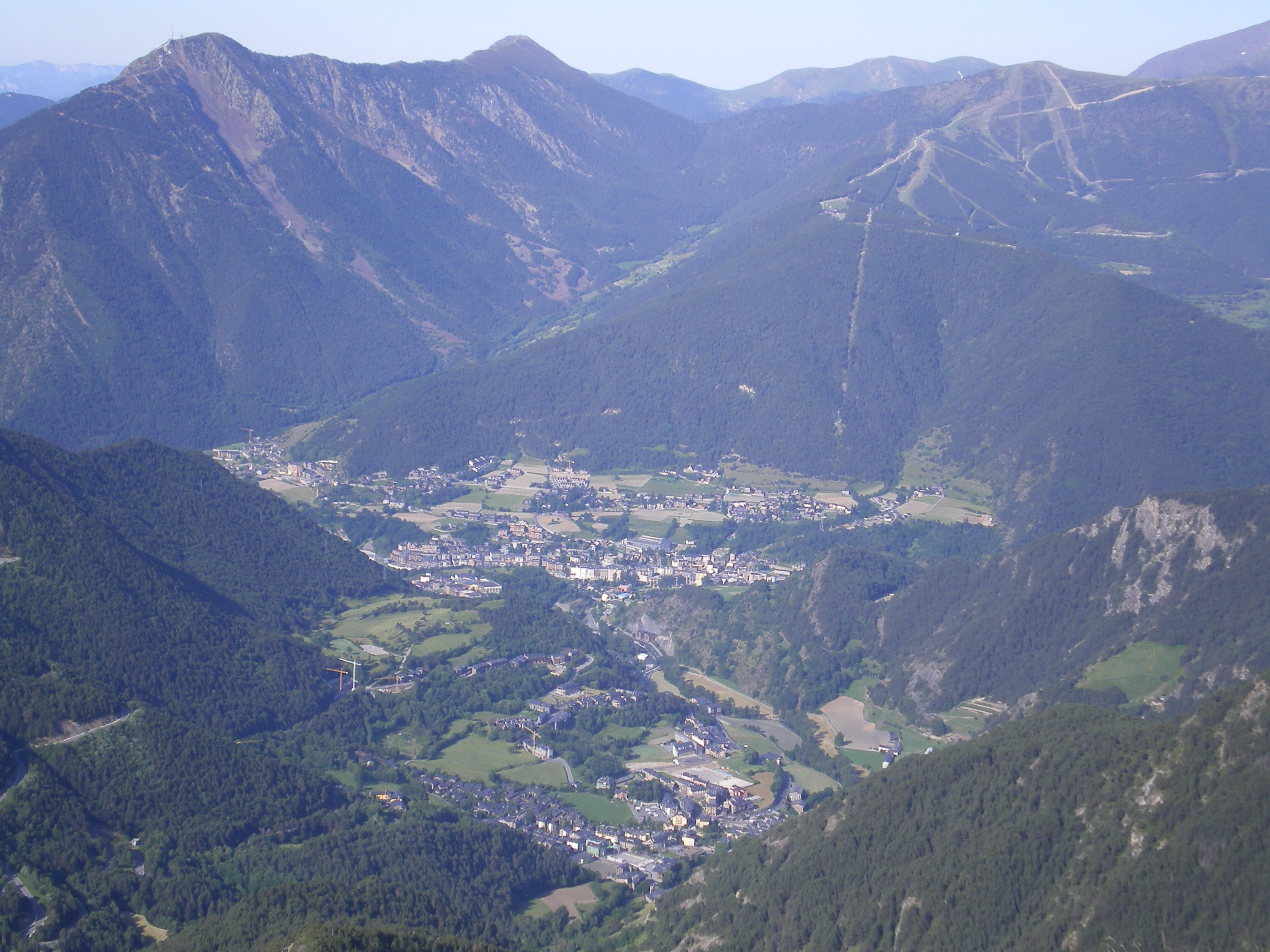
La prueba terminaba en Andorra en sus primeros años y solía visitar La Massana (en la imagen) donde se realizaba una carrera en cuesta.

La primera edición se disputó casi enteramente la noche del 11 al 12 de diciembre de 1965 y finalizó disputando la dura subida a La Massana, en tierras andorranas. Los ganadores fueron la pareja formada por José María Juncadella y José Vidal-Ribas a bordo de un Morris Cooper 1300 que además vencieron también la categoría A y fueron cuartos en la clase 4. Segundos fueron Jaime Juncosa Jr. «Runner» y «Artemi» con un SEAT 600 y terceros «Geni» y C. Loverdos también con un 600. La segunda edición, la primera puntuable para el campeonato de España, también se disputó mayoritariamente de noche y terminó de nuevo en La Massana. El parque cerrado estaba ubicado en la Avenida Carlos III de Barcelona y solo veintiocho equipos lograron terminar una dura carrera en la que algunos pilotos sufrieron salidas de pista debido a la presencia de hielo en la calzada especialmente en las zonas de altas cotas como Berga, Alpens-Borredá o Arbucias. La victoria se la adjudicó el francés Bernard Tramont con un Alpine-Renault A110 1300, segundo fue Juan Fernández y tercero Alex Soler Roig, ambos con Porsche. La tercera edición se llevó a cabo del 28 al 29 de noviembre. El recorrido contaba con 505 km y seis tramos cronometrados repartidos en dos etapas: Barcelona-Tona, Tona-Barcelona. Los tres primeros clasificados fueron Jorge de Bagration con un Lancia Fulvia HF 1300, Juan Fernández con un Porsche 911 y Bernard Tramont con un Alpine 1300. Al año siguiente celebrado de nuevo en el mes de noviembre Tramont se llevó su segunda victoria en la prueba de nuevo acompañado de Luis Blasco. Manuel Juncosa y Jorge Chi fueron segundos con un Fiat Abarth 1000 y Juan Fernández se subía otro año más al podio con su habitual Porsche lastrado esta vez por una penalización de tres minutos en un control. El recorrido se aumentó a los 574 km de los cuales 63 eran cronometrados repartidos en ocho tramos. La salida se hizo en Andorra y de setenta y cinco equipos solo veintitrés lograron terminar. Programado para los días 15 y 16 de noviembre, la edición de 1969 contó con un itinerario que llegó a los 600 km de los que 62,6 eran contra el cronómetro a lo largo de siete tramos. Lucas Sainz, bajo el pseudónimo de «Gregorio», fue el ganador de la quinta edición acompañado de su copiloto Ricardo Antolín, sobre un Alpine 1440 Gordini. Manuel Juncosa y José María Palomo completaron el podio. Benard Tramont terminó la prueba en sexta posición mientras que Alberto Ruiz-Giménez sumaba su tercer abandono consecutivo en el rally, esta vez por rotura de un palier en su Porsche a tres km del final. La sexta edición llevaba a cabo del 14 al 15 de noviembre contó con un itinerario de 505 km de los que 68,8 eran cronometrados y repartidos en siete tramos. Sesenta y ocho participantes tomaron la salida y cincuenta y dos lograron cruzar la meta. Eladio Doncel y Alberto Ruiz-Giménez coparon los dos primeros puestos de la clasificación ambos con sendos Porsche 911 S de la Escudería Repsol. Manuel Juncosa completaba el podio. La victoria en la séptima edición celebrada en noviembre de 1971 fue para Alberto Ruiz-Giménez y su copiloto «Artemi» a bordo de un Porsche 911 S. Manuel Juncosa con un SEAT 1430 fue segundo y Juan Aleix con otro 911 fue tercero. El recorrido de la prueba fue de 597 km con ocho tramos de casi 120 km cronometrados. Solo cuarenta y siete pilotos lograron terminar destacando los abandonos de José María Fernández y Lucas Sainz por accidente y Antonio Zanini por rotura de la culata. La octava y última edición se celebró del 13 al 19 de noviembre y el trazado se redujo a los 463 km de los que 97 eran cronometrados. Setenta y ocho equipos finalizaron la prueba destacando a Jorge Bäbler que ganó con su SET 124-1600 por delante de Salvador Cañellas y Juan Aleix, segundo y tercero respectivamente. Juncosa fue sexto mientras que Zanini y Lucas Sainz se retiraron por avería los dos.

## Palmarés
| Año  | Edición                     | Piloto                 | Copiloto                  | Automóvil                | Series |
| ---- | --------------------------- | ---------------------- | ------------------------- | ------------------------ | ------ |
| 1965 | 1.º Rally Barcelona-Andorra | José Mª Juncadella     | José Vidal-Ribas          | Morris Cooper 1300       |        |
| 1966 | 2.º Rally Barcelona-Andorra | Bernard Tramont        | Luis Blasco               | Alpine 1300              | España |
| 1967 | 3.º Rally Barcelona-Andorra | Jorge de Bagration     | Francisco Anet            | Lancia Fulvia HF         | España |
| 1968 | 4.º Rally Barcelona-Andorra | Bernard Tramont        | Luis Blasco               | Alpine 1440 G            | España |
| 1969 | 5.º Rally Barcelona-Andorra | Lucas Sainz «Gregorio» | Ricardo Antolín           | Alpine Renault A110-1440 | España |
| 1970 | 6.º Rally Barcelona-Andorra | Eladio Doncel          | Juan García de la Rasilla | Porsche 911 S            | España |
| 1971 | 7.º Rally Barcelona-Andorra | Alberto Ruiz-Giménez   | Artemi Eche               | Porsche 911 S            | España |
| 1972 | 8.º Rally Barcelona-Andorra | Jorge Bäbler           | José Adell                | SEAT 124                 | España |